# Duilius fasciata
Duilius fasciata är en insektsart som först beskrevs av Géza Horváth 1894.  Duilius fasciata ingår i släktet Duilius och familjen kilstritar. Inga underarter finns listade i Catalogue of Life.